# Annona palmeri
Annona palmeri este o specie de plante angiosperme din genul Annona, familia Annonaceae, descrisă de William Edwin `Ned' Safford. Conform Catalogue of Life specia Annona palmeri nu are subspecii cunoscute.